# MGM Records
MGM Records è stata una casa discografica lanciata nel 1946 dalla casa cinematografica Metro-Goldwyn-Mayer con lo scopo di distribuire le colonne sonore dei film prodotti dalla major (prettamente film musicali).
Il primo presidente è stato Leonard George/Lennie/ Hayton, all'epoca marito della cantante e ballerina afroamericana Lena Horne, la quale non ha mai né firmato né inciso per la major.
Solo intorno agli anni settanta si è caratterizzata come una casa discografica per una produzione musicale prettamente pop.
Nel 1972, la MGM Records è stata venduta alla Polygram, che cercò di salvarla, ma senza successo.

## Storia
Il primo album discografico con una colonna sonora pubblicato dalla MGM Records è stato quello relativo a Till the Clouds Roll By, basato sulla vita del compositore Jerome Kern. Originariamente il disco fu pubblicato a 78 giri. Come peraltro poi accaduto in altre fra le prime produzioni discografiche MGM Records, venivano utilizzati solo otto brani musicali del film.
Perché la resa sonora dei brani fosse valida e potesse coprire egregiamente entrambi i lati del disco, e in considerazione del fatto che ancora non era possibile preregistrare su nastro magnetico, il materiale sonoro veniva sottoposto a un notevole lavoro di edizione e modifica prima di poter giungere alla realizzazione di una copia master finale. Va detto, quindi, che in considerazione di questi limiti tecnici non sempre il suono finale ottenuto era ottimale, sia pure in considerazione dell'epoca in cui veniva trattato.
Da rilevare che la MGM, sotto la direzione del maestro Winterhalter è stata la prima label "bianca" a ingaggiare un artista afroamericano: il cantante e musicista Billy Eckstine, nel 1947, tenendolo sotto contratto sette anni e vendendo oltre venti milioni di dischi, in quanto proprio dal 1947 al 1954 Eckstine era considerato il migliore cantante statunitense, primeggiando nelle classifiche Down Beat, Billboard e Metronome Star, dopo che nel 1946 era stato premiato dalla Esquire come l'Astro nascente del canto pop e jazz.

## Artisti
Questi alcuni degli artisti che hanno inciso per la casa discografica:
- The Animals (US); Eric Burdon & The Animals
- Chris Bartley (Vando)
- Tony Blackburn
- Bobby Bloom (L&R)
- Johnny Bristol
- Eric Burdon & War (US)
- Lou Christie
- Petula Clark (US)
- Rosemary Clooney
- Coven
- The Cowsills
- Daddy Dewdrop (Sunflower Records)
- Sammy Davis, Jr.
- Mark Dinning
- Billy Eckstine
- Tommy Edwards
- Every Mother's Son
- Five Man Electrical Band (Lionel)
- Les Fradkin anche "Fearless Fradkin" (Sunflower Records)
- Connie Francis
- Friend and Lover (Verve Forecast)
- Gloria Gaynor
- The Gentrys
- Stan Getz (Verve)
- Herman's Hermits (US)
- The Hombres (Verve Forecast)
- Janis Ian (Verve / Verve Forecast)
- The Impalas (Cub)
- Peter La Farge
- Jerry Landis
- Joni James
- Jimmy Jones (Cub)
- Bob Lind (Verve Folkways)
- C.W. McCall
- Art Mooney & His Orchestra
- The Mothers of Invention (Verve)
- George Paxton and His Orchestra
- Wayne Newton
- Roy Orbison
- The Osmonds (anche Donny Osmond solo, Marie Osmond solo, Donny & Marie Osmond duo, & Little Jimmy Osmond solo)
- Sandy Posey
- Lou Rawls
- The Righteous Brothers (Verve)
- Tommy Roe (MGM South)
- David Rose
- The Royalettes
- Sam the Sham & the Pharaohs
- Neil Sedaka
- George Shearing Quintet
- Lalo Schifrin
- Jim Stafford
- The Stereos (Cub)
- Johnny Tillotson
- Conway Twitty
- The Velvet Underground (Verve)
- Walter Wanderley (Verve)
- Trade Winds (Kama Sutra)
- Hank Williams
- Hank Williams Jr.
- Sheb Wooley
- Dennis Yost & The Classics IV (MGM South)
- Incredible Bongo Band (Pride)
- The Sylvers (Pride)
- Ollie Nightingale (Pride)
- The Ovations (Sounds Of Memphis)
- Marvin Rainwater
- Andy Starr
- Ultimate Spinach
- Frank Zappa